# Louise Sauvage
Alix Louise Sauvage (Perth, 18 de septiembre de 1973) es una corredora de silla de ruedas paralímpica australiana y entrenadora principal.
Sauvage es a menudo considerada como la deportista discapacitada más reconocida de Australia. Ganó nueve medallas de oro y cuatro de plata en cuatro Juegos Paralímpicos y once medallas de oro y dos de plata en tres Campeonatos del Mundo de Atletismo del IPC. Ganó cuatro maratones de Boston y tuvo récords mundiales en el 1500 metros, 5000 m y 4x100  m y 4x400   m relevos. Fue atleta femenina australiana del año en 1999, y atleta femenina internacional en silla de ruedas del año en 1999 y 2000. En 2002, su autobiografía Louise Sauvage: My Story fue publicada.

## Biografía
When I first started off I was in the human interest pages of the paper – the fact that I did a sport and the article was about my sport didn't matter – I had a disability and it was warm and fuzzy. It wasn't until I made it to where everyone else was, in the sports pages, where any elite athlete deserves to be, that I thought, 'OK they're taking me seriously now, this is good'.
Cuando comencé, estaba en las páginas de interés humano del documento, el hecho de que practicara un deporte y el artículo tratara sobre mi deporte no importaba, tenía una discapacidad y era cálido y difuso. No fue hasta que llegué a donde estaban todos los demás, en las páginas de deportes, donde cualquier atleta de élite merece estar, que pensé: 'Está bien, ahora me están tomando en serio, esto es bueno'.

Sauvage, cuyo padre es de las islas Seychelles y su madre es de Leicestershire, nació con una condición espinal congénita severa llamada mielomeningocele, que inhibe la función de la mitad inferior del cuerpo, dando un control limitado sobre las piernas. En 1976 fue la Telethon Child de Perth como parte de una recaudación de fondos del Canal 7 australiano para niños con discapacidades. Usó aparatos ortopédicos en las piernas para ayudarse a caminar hasta que recibió su primera silla de ruedas. Su mielomeningocele requirió que ella tuviera 21 operaciones quirúrgicas cuando tenía diez años. Como preadolescente, Sauvage sufrió escoliosis, y a los 14 años se sometió a una cirugía para arreglar una curvatura en su columna vertebral, usando varillas de acero. La operación fue solo parcialmente exitosa y, como adulta, todavía tiene una curva de aproximadamente 49 grados. Nno ha tenido ninguna cirugía posterior para arreglar la curva en su columna vertebral.
Sauvage nació en Perth, Australia Occidental y creció en Joondanna, donde asistió a Hollywood Senior High School antes de irse para completar un curso TAFE en la oficina y estudios de secretaría. Se sometió a 20 operaciones antes de los 10 años. Sus padres la animaron a participar en el deporte desde muy temprana edad. Comenzó a nadar cuando tenía tres años, y sus padres la inscribieron en clases de natación para ayudarla a desarrollar la fuerza de la parte superior del cuerpo. Sauvage comenzó a competir en el deporte en silla de ruedas a la edad de ocho años. Antes de ese momento, había intentado practicar deporte escolar con sus compañeros de clase, pero su discapacidad lo dificultaba. Comenzó a competir en carreras en sillas de ruedas cuando tenía 15 años. Sauvage también intentó el baloncesto en silla de ruedas cuando era joven.

## Carrera deportiva
If I had to pick my greatest moment, it would be winning the demonstration event at the 2000 Games and coming back later that evening and having my medal presented to me by Juan Antonio Samaranch, who was head of the IOC. I was on the dais in the No.1 position, and the flag was being raised and the anthem was being played because you're No.1. You have got 110,000 people singing the anthem with you, it's just unbelievable. There was no time to be emotional, I just couldn't stop smiling, it was just awesome.
Si tuviera que elegir mi mejor momento, sería ganar el evento de demostración en los Juegos del 2000 y regresar más tarde esa noche y que Juan Antonio Samaranch, quien era el jefe del COI, me presentara mi medalla. Estaba en el estrado en la posición No.1, y se levantó la bandera y se tocó el himno porque eres el No.1. Tienes a 110,000 personas cantando el himno contigo, es increíble. No había tiempo para ser emocional, simplemente no podía dejar de sonreír, fue simplemente increíble.

De 10 a 13 años, Sauvage representó a Australia Occidental en los campeonatos nacionales de natación. Se vio obligada a retirarse de la natación cuando cumplió 14 años, debido a una cirugía.
Cuando Sauvage comenzó a competir en carreras en sillas de ruedas, todas las sillas tenían cuatro ruedas y eran similares a las sillas que usaban fuera de la pista. Las sillas no tenían ningún tipo de dirección. Las ruedas delanteras eran más pequeñas que las ruedas traseras y, a alta velocidad, eran propensas a tambalearse. Para 1997, las sillas de ruedas de carreras habían sido mejoradas con cambios significativos.
En 1990, Sauvage compitió en su primera competencia internacional en Assen (Holanda), donde ganó la medalla de oro en los 100   m estableciendo un nuevo récord mundial. También ganó la carrera de los 200   m, pero fue descalificada por salirse de su carril. En los Juegos de Stoke Mandeville en Inglaterra el mismo año, Sauvage se llevó el oro en los 100   m, 200   m, 400   m, y dos relevos.

### Juegos Paralímpicos
I think I was just so pumped up from the 5000 m, and warm enough, and hearing the anthem for Dave Evans [who had just won the men's 1500 m event] – that was fantastic to hear that in the background.Creo que estaba tan emocionado por los 5000 m, y lo suficientemente cálido, y escuchar el himno de Dave Evans [quien acababa de ganar el evento de 1500 m masculino], fue fantástico escuchar eso en el fondo.
Antes del comienzo de los Juegos Paralímpicos de Verano de 1992 celebrados en Barcelona, Sauvage tenía récords australianos para los 100   m, 200   m, 800   m, 1500   m y maratón, todas pruebas femeninas en sillas de ruedas. La Federación Paralímpica de Australia la publicitaba como la mejor corredora de carretera en silla de ruedas de Australia. En los Juegos Paralímpicos de Barcelona, ganó medallas de oro en los 100 m, 200 m y 400 m y plata en los eventos de 800 m TW4 y terminó en sexta posición en la maratón TW3-4. En reconocimiento a sus hazañas atléticas, recibió una Medalla de la Orden de Australia. Sauvage estaba en peligro de no ir a los Juegos Paralímpicos de 1992 debido a problemas de financiación para la Federación Paralímpica de Australia. La Federación hizo un llamamiento de emergencia para obtener fondos del público a fin de cubrir el costo del transporte del equipo australiano a España. La Federación encontró fondos a través de una variedad de pequeñas donaciones que permitieron competir a Sauvage y otros atletas australianos.
En los Juegos Paralímpicos de 1996 en Atlanta, ganó cuatro medallas de oro: 400 m (T53), 800 m (T53), 1500 m (T52-53) y 1500 m (T52-53) y terminó cuarta en la maratón (T52-53). Ganó estas medallas mientras tenía una muñeca lesionada. Estableció récords mundiales en el 1500 m y 5000   m durante estos juegos. Sauvage ganó el 5000 m y los 400   m oros con solo una hora de diferencia. En sus Juegos Paralímpicos finales en Sídney 2000, ganó dos medallas de oro: en las pruebas de la clase T54 de 1500 m y 5000 m, y medalla de plata en 800 m.

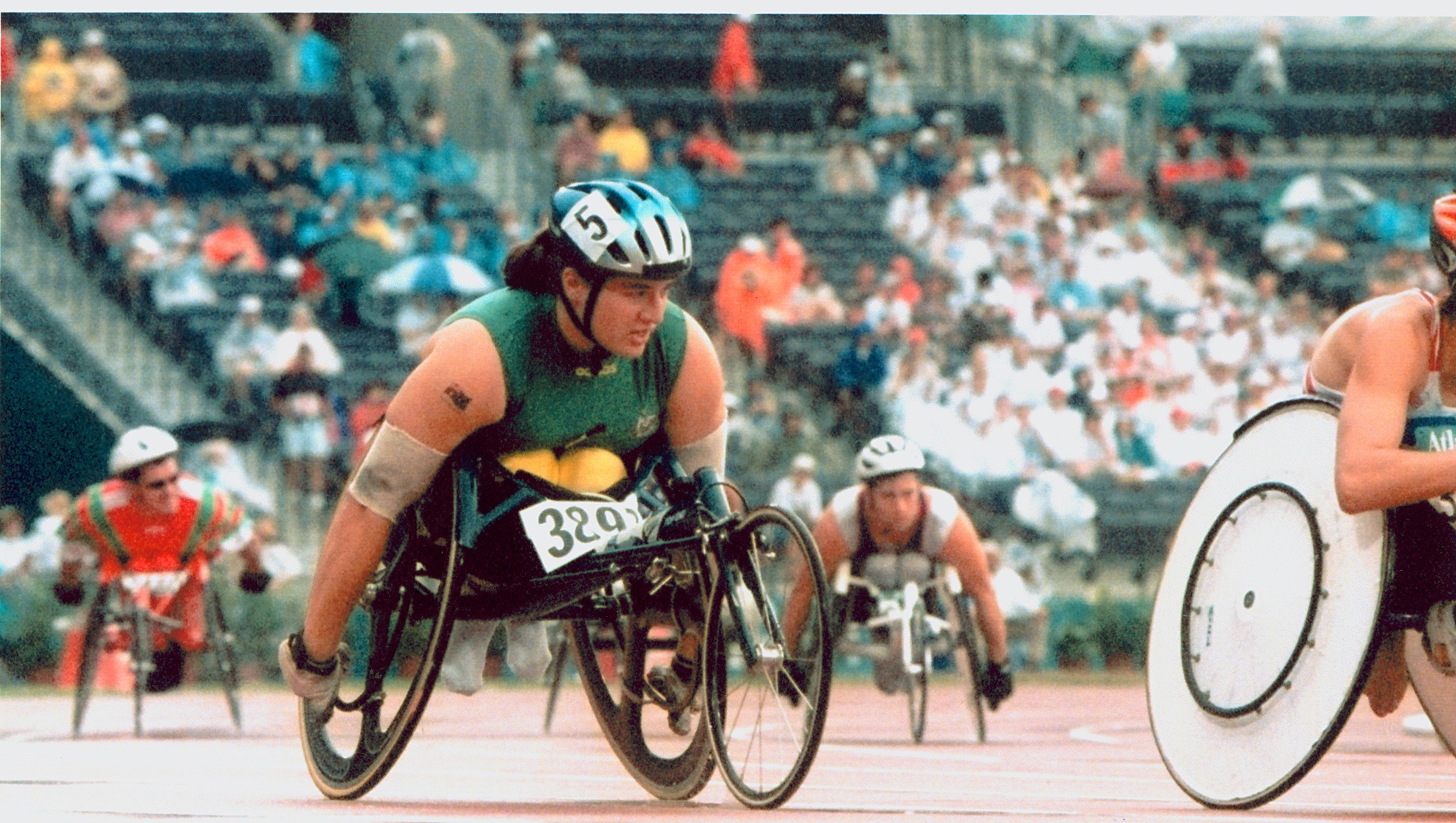
La atleta australiana Louise Sauvage compite en los Juegos Paralímpicos de Atlanta de 1996
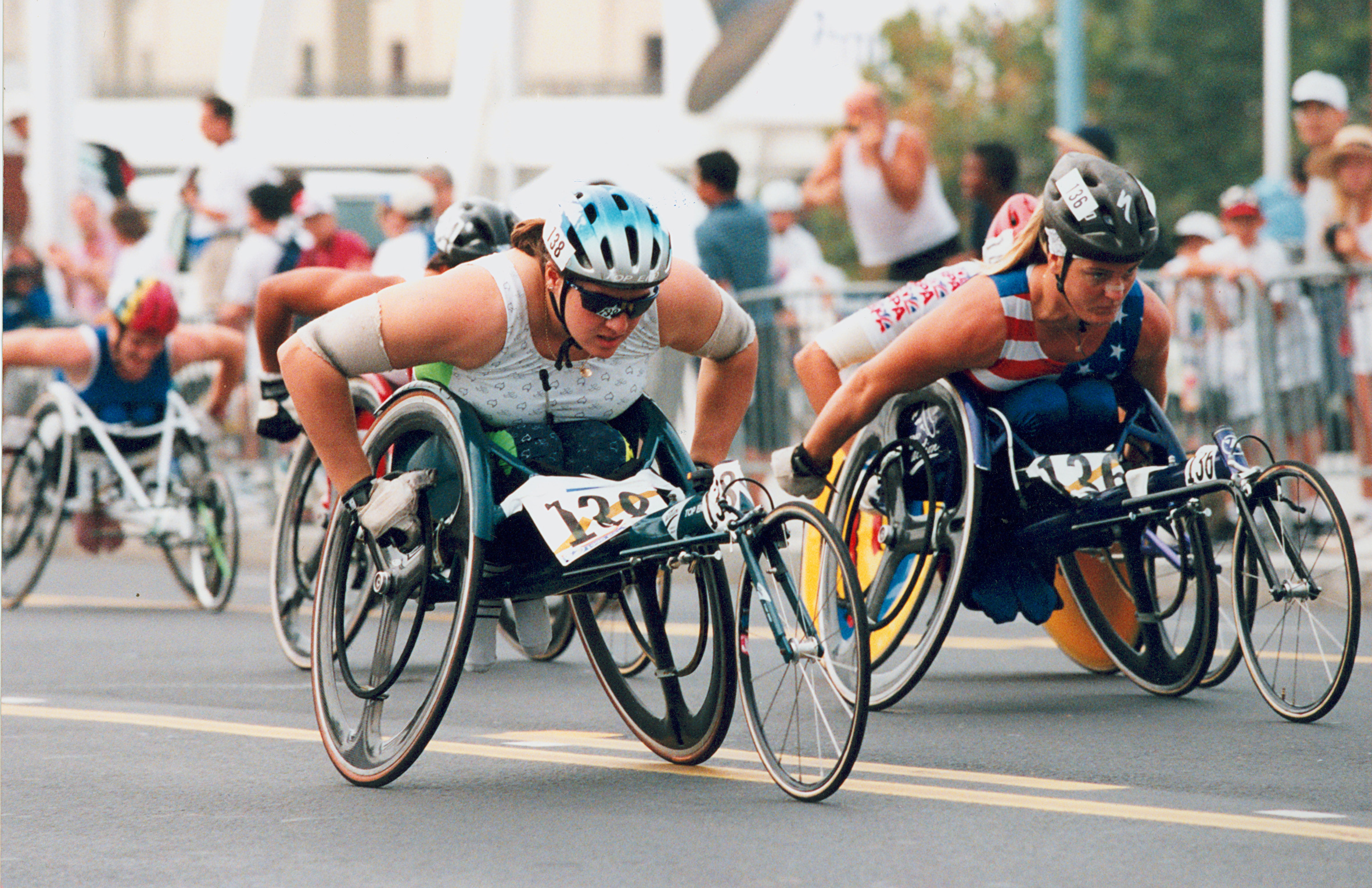
La atleta australiana en silla de ruedas T53 Louise Sauvage compite en la maratón en los Juegos Paralímpicos de Atlanta de 1996.
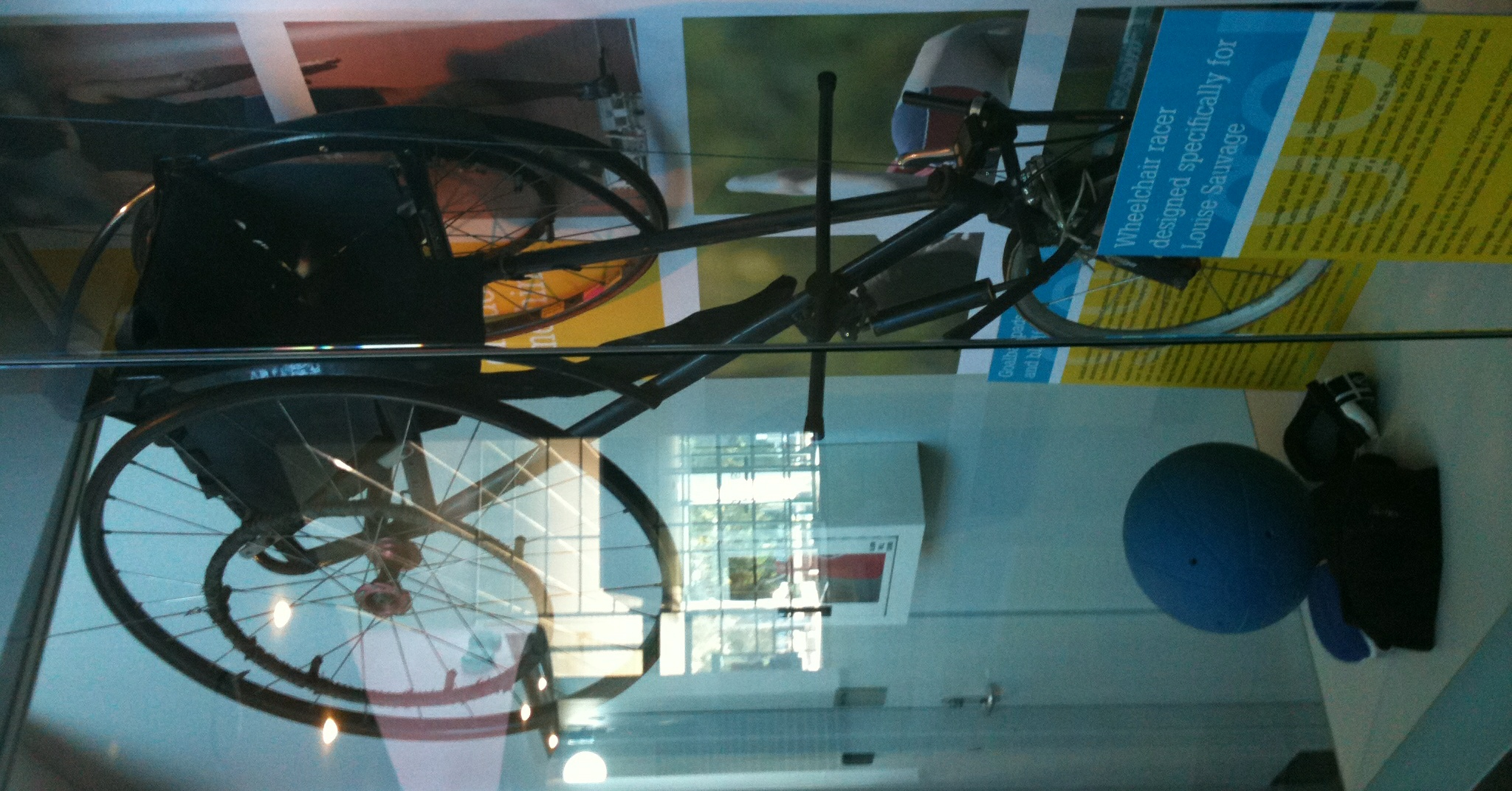
La silla de ruedas de Louise Sauvage de los Juegos Paralímpicos de 1996
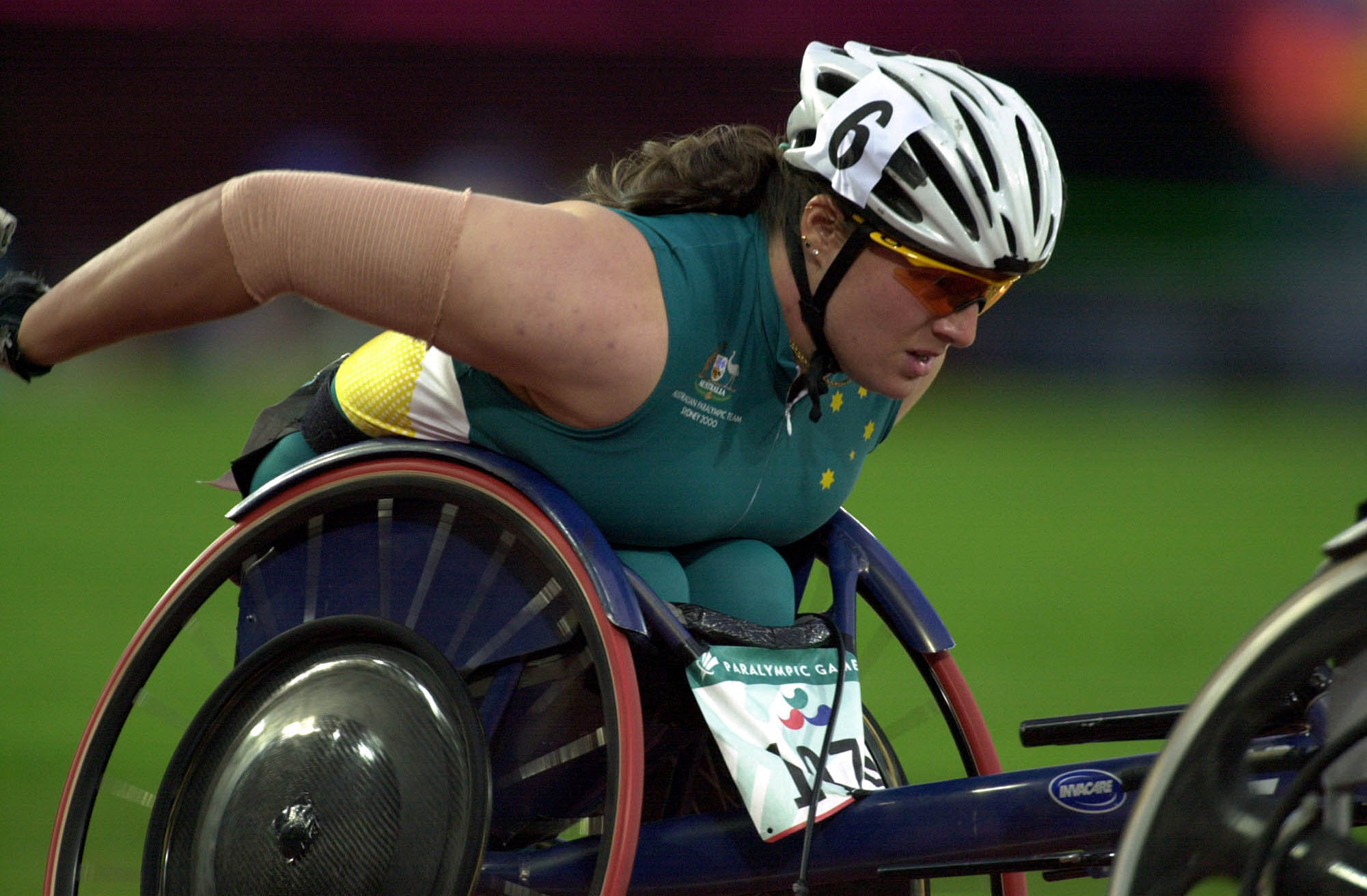
Sauvage camino a ganar la medalla de plata en la prueba atlética en silla de ruedas de 800   m T54 en los Juegos Paralímpicos de Verano 2000
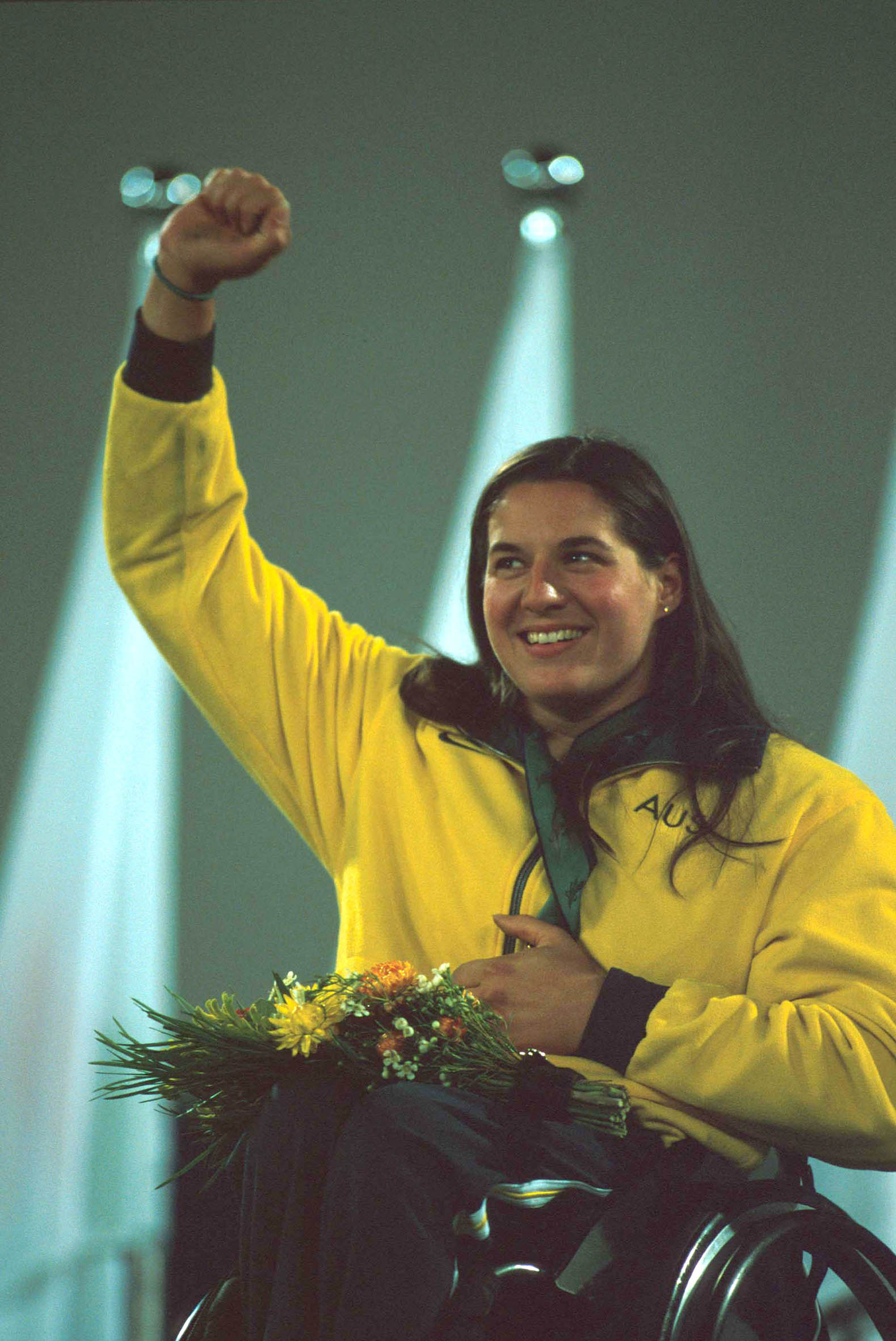
Sauvage saludando a la multitud con el puño en alto mientras está en el podio de medallas en los Juegos Paralímpicos de Verano 2000

### Campeonatos del Mundo de Atletismo del IPC
Savauge compitió en tres campeonatos mundiales de atletismo de IPC. En el Campeonato de 1994 en Berlín (Alemania), ganó cuatro medallas de oro en eventos T53: 800 m, 1500 m, 5000 m y maratón. En el Campeonato de 1998 en Birmingham (Inglaterra), ganó seis medallas de oro en 800 m, 1500 m, 5000 m, maratón - eventos T55, 4×100 m y 4×400 m (T54-55). En su Campeonato final en 2002 en Lille,( Franci), ganó medalla de oro en 800 m T54 y medallas de plata en 1500 my 5000 m T54.

### Carreras
El año 1993 fue el primero de Sauvage en el circuito internacional de carreras en sillas de ruedas, compitiendo en los Estados Unidos y Europa. También fue el año en que obtuvo su primera silla de ruedas adaptada. El pináculo fue el mundialmente famoso Maratón de Boston, donde registró su primera victoria, en la prueba femenina en sillas de ruedas, en 1997, rompiendo el dominio de la 'Reina de Boston', la corredora estadounidense Jean Driscoll. Sauvage ganó otros tres títulos de Boston en 1998, 1999 y 2001. Ha ganado el maratón de Los Ángeles, el maratón de Honolulu y el maratón de Berlín. Sauvage ganó la prestigiosa Oz Day 10K Wheelchair Road Race diez veces, entre 1993 y 1999 y 2001-2003.

### Demostraciones deportivas
De 1993 a 2001, Sauvage ganó todos los eventos de demostración de sillas de ruedas de la IAAF en el Campeonato Mundial de Atletismo. En ese mismo período, también ganó los eventos de demostración para las carreras de sillas de ruedas en el 800 metros en los Juegos Olímpicos. Este evento no requiere que los atletas permanezcan en sus carriles después del primer turno. Por esta razón, los atletas como Sauvage deben usar cascos cuando compiten. En 2000, Sauvage ganó el evento de demostración olímpica y se esperaba que ganara el oro paralímpico. Estaba molesta por la canadiense Chantal Petitclerc. La delegación australiana apeló el resultado, alegando que la carrera no fue justa porque otra corredora, Patrice Dockery de Irlanda, fue descalificada por abandonar su carril demasiado pronto. La apelación fue rechazada, porque Dockery estaba demasiado lejos de los favoritos para afectar los resultados. Los académicos deportivos que investigan los Juegos Paralímpicos consideran que esta protesta es fundamental, porque muestra la pasión de los atletas por ganar y la medida en que los deportistas irán a reclamar el oro. También destacó que las rivalidades en el deporte eran reales. Petitclerc dijo sobre su rivalidad con Sauvage que "sueño más con Louise que con mi novio". En 2002, Petitclerc venció a Sauvage nuevamente en los Juegos de la Commonwealth de 2002, donde el evento de los 800 m fue un evento de medalla completa en los juegos por primera vez. Era solo la segunda vez que Sauvage había perdido contra Petitclerc.

## Entrenamiento
Sauvagee entrenaba de 10 a 14 horas a la semana cuando estaba compitiendo activamente. Su entrenamiento fue muy concentrado, e intentó hacerlo divertido para ayudarla a mantener el interés. A menudo entrenaba seis días a la semana. Su entrenamiento incluyó boxeo, natación y carreras entre 25 y 35   km en una sola sesión.
Frank Ponta fue uno de los primeros entrenadores de Sauvage y Andrew Dawes fue su entrenador después de los Juegos Paralímpicos de 1996.

## Coaching
Después de su retiro de la competencia, se involucró en el entrenamiento de jóvenes atletas en silla de ruedas, estableciendo una base para ayudar a apoyar a los niños con discapacidades en 2001. En 2004, Sauvage comenzó a entrenar a otros atletas en silla de ruedas. La primera atleta que entrenó fue Angie Ballard. El entrenamiento de Sauvage ayudó a Ballard a ganar la medalla de oro en los 400   m y la plata en las pruebas de 100   m, 200   m, 800   m y 1500   m en la serie Summer Down Under de 2005.
Sauvage ha asistido a varias competiciones internacionales como entrenadora. Fue entrenadora de atletismo con el equipo australiano en los Juegos Paralímpicos de 2008 en Pekín (China) y en el Campeonato del Mundo de Atletismo Paralímpico de 2011. Actualmente es entrenadora de desarrollo de atletas de élite en silla de ruedas y carretera en el Instituto de Deporte de Nueva Gales del Sur y entrena a Madison de Rozario.

## Retiro

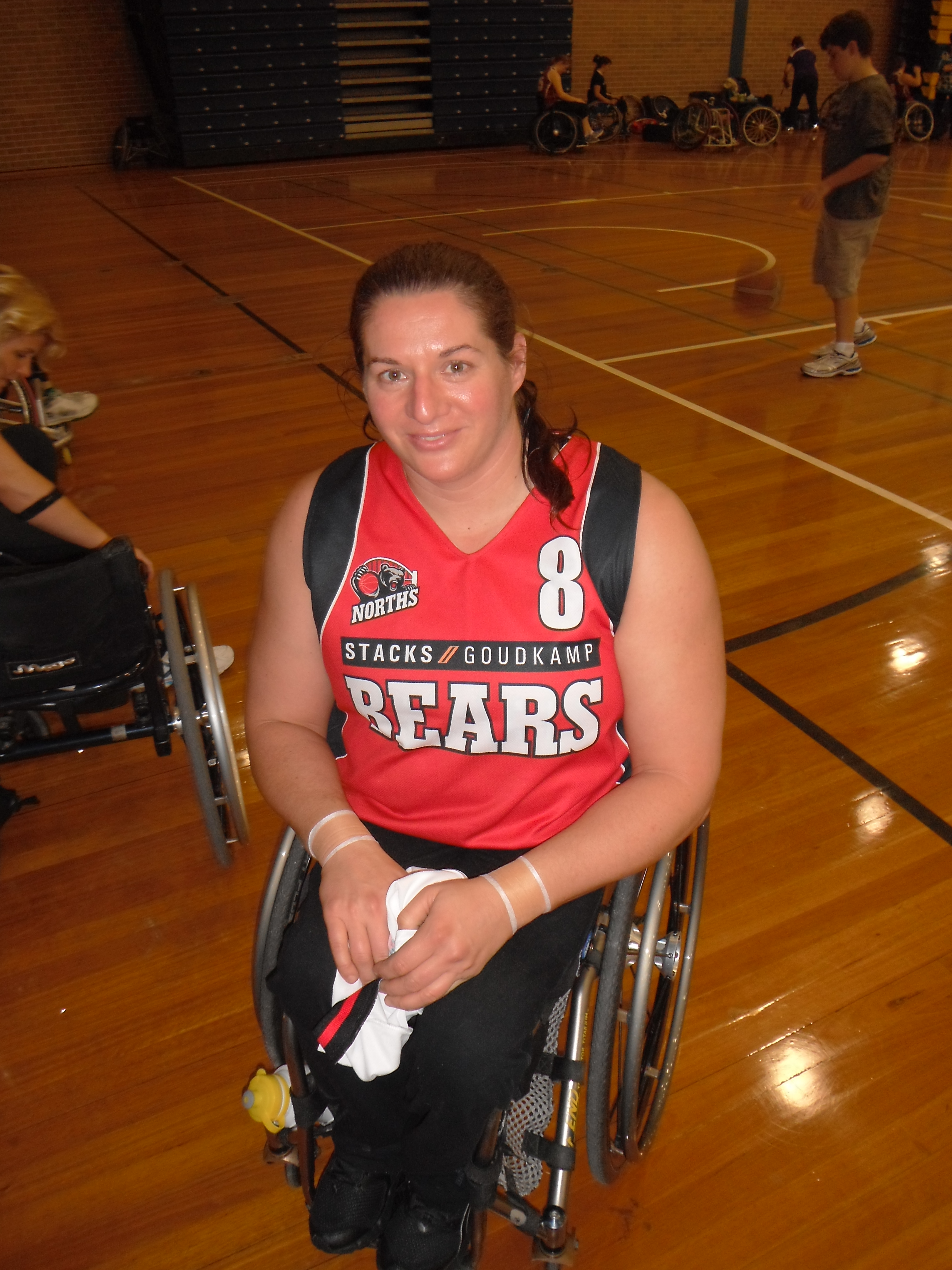
Sauvage como jugadora de baloncesto en silla de ruedas para los Stacks Goudcamp Bears en la WNWBL en 2013

Durante su retiro deportivo, Sauvage creó una empresa de consultoría para la que trabaja. En 2010, Sauvage fue oradora en la Cumbre de Mujeres en el Deporte del IPC. Habló junto a Amy Winters y Jayme Paris.
En febrero de 2011, Sauvage participó en el Charter Hall Malabar Magic Ocean Swim. El evento fue creado para recaudar fondos para Rainbow Club. Fue la primera carrera de natación en el océano de Sauvage. Terminó la distancia de 1 km en 25:19.
En 2011, como parte del proyecto de historia oral del Centro Australiano de Estudios Paralímpicos de la Biblioteca Nacional de Australia, Ian Jobling realizó una extensa entrevista con Sauvage.

## Derechos de las personcas con discapacidad
Sauvage y Paul Nunnar presionaron a la aerolínea Virgin Blue durante 2006 para que no cumpliera con el requisito de que las personas en silla de ruedas estén acompañadas por un cuidador si desean viajar en un avión de la compañía aérea. Anteriormente, ambos atletas habían tratado de presionar a Qantas para que levantara un límite de solo dos sillas de ruedas eléctricas en vuelos nacionales que volaban en Boeing 737. El par no fue efectivo porque el cambio habría requerido una reforma de la ley, no en la política de la aerolínea. Sauvage y Nunnar recibieron una invitación para ayudar a capacitar al personal de Qantas y ayudar a que el personal sea más consciente de las necesidades de los discapacitados.

## Reconocimientos
Sport is my life. I have made a career out of it – I am a professional athlete. Living in Australia we are all very sport minded and I cannot see a life without it.
El deporte es mi vida. He hecho una carrera con eso, soy un atleta profesional. Viviendo en Australia todos somos muy deportistas y no puedo ver una vida sin ella.

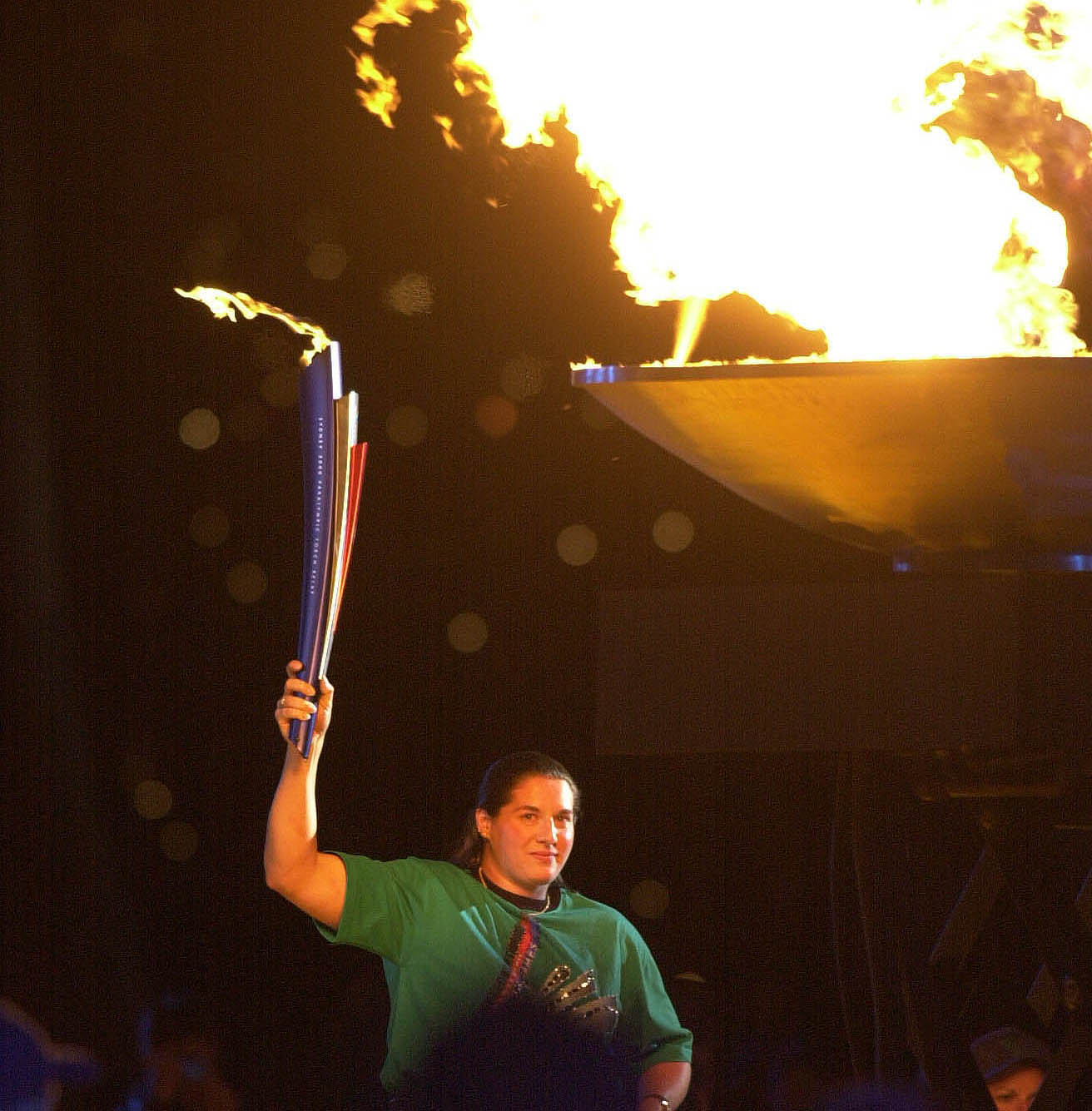
Sauvage enciende la llama olímpica en los Juegos Paralímpicos de 2000 en Sídney

Sauvage fue la deportista paralímpica australiana del año en 1994, 1996, 1997 y 1998. También fue la deportista del año del Instituto Australiano del Deporte (AIS) en 1997 y en 2001 fue incluida en el AIS "Lo mejor de lo mejor ". En 1998, fue ganadora de los Premios de Australia del Año en la categoría del Premio Nacional de Deportes ABIGGRIUOP. En 2000, Sauvage fue nombrada la atleta femenina del año en los premios Sport Australia. En 2000, fue nombrada "Deportista mundial del año con discapacidad" en los primeros Laureus Sports Awards celebrados en Monte Carlo. En 1999 y 2000, fue nombrada la atleta femenina internacional del año. Recibió una medalla deportiva australiana en 2000.
En los Juegos Paralímpicos de Verano de 2000 en Sídney (Australia), Sauvage encendió el pebetero durante las ceremonias de apertura. En 2004, Sauvage llevó la bandera australiana al estadio en los Juegos Paralímpicos de Verano de 2004 celebrados en Atenas (Grecia).
En 2001, la Autoridad de Tránsito del Estado nombró un ferry SuperCat en honor a Sauvage. El trayecto de Louise Sauvage, un sendero de 6,3 kilómetros (3,9 mi) habilitado para sillas de ruedas en el Parque Olímpico de Sídney, también se nombró en su honor. Sauvage y el tesorero de Nueva Gales del Sur, Michael Egan, bautizaron el parque el 6 de marzo de 2003. Fue incluida en el Salón de la Fama del Deporte Australia en 2007. En 2011, fue una de las primeras personas en ingresar al Salón de la Fama Paralímpica de Australia, junto con Frank Ponta y George Bedbrook. En 2012, fue incluida en el Salón de la Fama Paralímpica Internacional. En 2014, fue incluida en el Salón de la Fama del Atletismo de Australia y en la Ruta de Campeones del Centro Olímpico del Sydney Olympic Park.
En noviembre de 2018, Sauvage fue galardonada como el Entrenador del Año de Sport NSW. Joven deportista del año con discapacidad. En 2019, Sauvage se convirtió en una leyenda en el Sport Australia Hall of Fame. Se convirtió en la primera paralímpica australiana en obtener el estatus de leyenda del deporte.
Varios paralímpicos citan a Sauvage como una fuente de inspiración para convertirse en atletas, incluido el corredor de silla de ruedas Kurt Fearnley.